# Mrs. Chippy

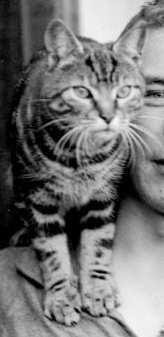
Mrs.Chippy

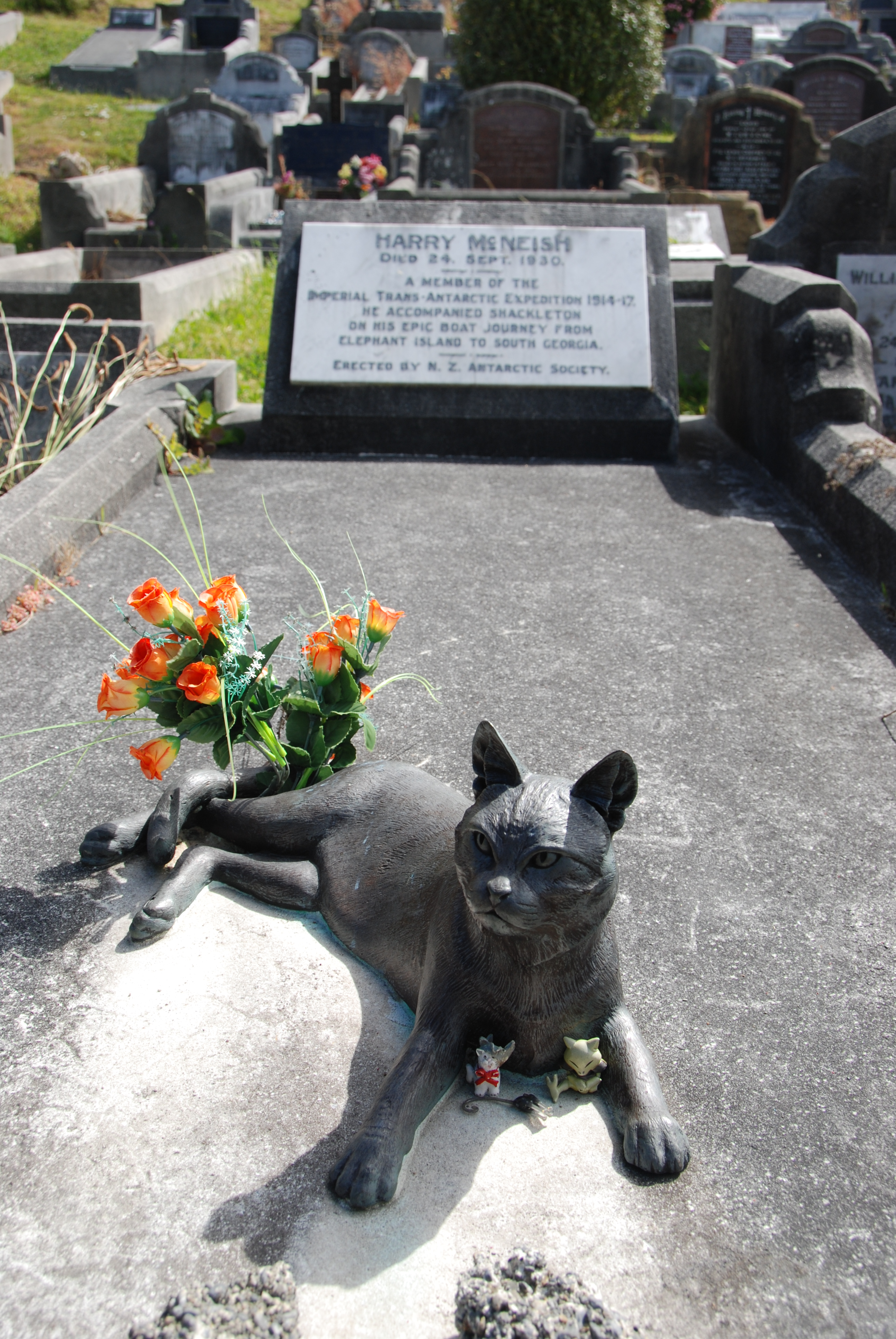
Mrs. Chippy sulla tomba di McNish

Mrs. Chippy fu un gatto soriano che accompagnò Ernest Henry Shackleton nella spedizione Endurance (1914-1917) in Antartide. A dispetto del nome (che in inglese significa la signora Chippy), si trattava di un gatto maschio.

## Storia
Salito a bordo grazie a Harry McNish (detto Chippy), il carpentiere della nave, per tenere a bada i roditori, venne soppresso quando l'Endurance, ormai intrappolata dalla banchisa, non era più in grado di navigare e l'equipaggio fu costretto a proseguire a piedi.
Il 29 ottobre 1915 Shackleton scriveva:
(Ernest Shackleton, South!)
McNish non perdonò a Shackleton l'uccisione del suo gatto e ciò, insieme ai contrasti che i due ebbero sulla decisione di trascinare o meno le scialuppe sul pack, fu la causa dei ripetuti ed aspri rancori che divisero i due uomini durante il resto della spedizione. Per questo motivo McNish, nonostante gli innegabili e determinanti meriti che ebbe nell'impresa, non venne insignito della medaglia polare, concessa invece alla maggior parte dei componenti dell'equipaggio. Ancora molti anni dopo la spedizione, McNish in un'intervista disse "Shackleton ha sparato al mio gatto". 
Nel 2004 la New Zealand Antarctic Society, cercando di rimediare a quella che di fatto era stata un'ingiustizia, pose una piccola statua di bronzo di Mrs. Chippy sulla tomba di McNish al Karori cemetery di Wellington. In occasione della cerimonia, un nipote di McNish dichiarò che suo nonno si sarebbe certamente rallegrato di più per quell'onore concesso al suo gatto, che non per sé stesso qualora avesse ricevuto la medaglia polare.

## Riferimenti
Nel 1997 è stato pubblicato un romanzo di  Caroline Alexander dedicato a Mrs Chippy: L'ultima spedizione di Mrs. Chippy. Il mirabile diario di bordo del gatto di Shackleton. Il libro fornisce un resoconto della Spedizione Endurance di Shackleton, andando a coprire il periodo dal 15 gennaio 1915 al 29 ottobre 1915, sotto forma di diario scritto dal punto di vista di Mrs Chippy.  Nel capitolo finale Shackleton istruisce il suo equipaggio, ora accampato sul ghiaccio in seguito alla distruzione della loro nave, dicendo loro che per garantire la loro sopravvivenza "Tutto ciò che non può reggere il suo peso o non è utile alla spedizione deve essere abbandonato". Il libro si conclude in modo commovente con Mrs Chippy (chiaramente ignaro delle implicazioni dell'ordine di Shackleton) che si rilassa in una tenda, rievoca le avventure passate e, dopo aver ricevuto a sorpresa una ciotola di sardine, suo piatto preferito, non vede l'ora di proseguire la spedizione ed aiutare i suoi compagni.